# The Sins of the Father
The Sins of the Father è un cortometraggio muto del 1913 diretto da William J. Bauman. Secondo alcune fonti, è il debutto cinematografico di William Desmond Taylor.

## Produzione
Il film fu prodotto da Thomas H. Ince per la Broncho Film Company.

## Distribuzione
Distribuito dalla Mutual Film, il film - un cortometraggio in due bobine - uscì nelle sale cinematografiche statunitensi il 14 marzo 1913. Uscì anche in Venezuela con il titolo Los pecados del padre.